# 89 (число)
89 (вісімдеся́т де́в'ять) — натуральне число між  88 та  90.

## У математиці
- 24-е просте число
- 11-е число Фібоначчі
- 10-е просте число Софі Жермен

## У науці
- Атомний номер  актинія

## В інших областях
- 89 рік, 89 рік до н. е., 1989 рік
- ASCII — код символу «Y»
- 89 —  Код суб'єкта Російської Федерації і Код ГИБДД-ДАІ  Ямало-Ненецького автономного округу.